# 方学龙
方學龍（1558年—？），字叔允，號望山，浙江嚴州府淳安縣人，明朝政治人物。

## 生平
萬曆十年（1582年）壬午科浙江鄉試第五名舉人，十七年（1589年）己丑科進士。工部觀政，十九年（1591年）二月授任廣東順德縣知縣，二十七年升南京刑部主事，二十八年升郎中，三十二年（1604年）出為漳州府知府，三十六年（1608年）八月升福建按察司副使、兵備福寧。三十八年考察降用。

## 家族
曾祖方弘珊。祖父方廷坚。父方汝輔，生员；繼父方汝電。